# Абу Насър ал-Фараби джамия
Абу̀ Насъ̀р ал-Фарабѝ джамѝя (на казахски: Әбу Насыр Әл-Фараби мешіті), в миналото Нур Астана̀ джамѝя, е мюсюлмански храм в Астана, столицата на Казахстан.
Тя е най-голямата джамия на Казахстан и сред най-големите в Централна Азия. Централното ѝ кубе е високо 40 метра и символизира възрастта на пророка Мохамед, когато той е получил откровенията. От своя страна минаретата са високи по 63 метра и символизират възрастта на Мохамед, когато той умира. Може да побере 5000 поклонници, в това число и 2000 души в двора на джамията.
Тя е подарък за новата казахска столица от емира на Катар Хамад бин Халифа. Нейното строителство започва през март 2005 г.
Джамията се намира на левия бряг на река Ишим в Астана на модерния „Булевард на водата и зеленината“. Изградена е от бетон, гранит, стъкло и алукобонд (алуминиев композитен материал). Централното кубе и върховете на 4-те минарета са позлатени.
През есента на 2021 година джамията е преименувана и оттогава носи името на иранския философ, юрист и учен Абу Насър ал-Фараби.